# Джекобс, Джозеф
 Джо́зеф Дже́кобс (англ. Joseph Jacobs; род. в Сиднее, Австралия, в 1854 г.; ум. 1916, США) — английский литературный критик, фольклорист, историк, статистик и общественный деятель. Считался одним из лучших английских фольклористов, был издателем журнала «Folklore», почётным секретарём Британского фольклорного общества и главным руководителем литературного комитета лондонского конгресса фольклористов в 1881 г.. Автор ряда значительных работ в этой области. Применял научные археологические методы к изучению Библии и дал в «Studies in Biblical Archeology» (1894) ряд основанных на сравнительном методе заключений, касавшихся Библии. Изобразил жизнь Иисуса Христа с еврейской точки зрения в книге «As Others Saw Him» (1895). Один из редакторов первой еврейской энциклопедии («Jewish Encyclopedia»; 1901—1906).

## Биография и деятельность
Джозеф Джекобс родился в Сиднее (Австралия) в 1854 г. Сын Джона Джекобса и его жены Сары. Обучался в Сиднейской грамматической школе и местном университете, который не закончил: в 18 лет уехал учиться в Лондоне.

### Лондонский период
По получении диплома в Лондоне специализировался в кембриджском колледже Святого Джона (1876) и Берлине (1877), где был учеником Лацаруса и Штейнталя, побудивших его заняться вопросами народной психологии и этнографии. По возвращении в 1878 году в Лондон Джекобс стал секретарём Общества еврейской литературы (Society of Hebrew Literature), для которого много чего сделал.
Дебютировал на литературном поприще статьями в «Times» от 11 и 13 января 1882 года, в которых обратил внимание Европы на происходившие в 1881 году в России погромы, и выступил одним из организаторов известного митинга-протеста, происходившего в Лондоне 1 февраля 1882 г. и вызвавшего к жизни особый комитет для защиты евреев, сначала известный под именем «Маnsion House», а потом «Russo-Jewish». Как секретарь комитета, Джекобс вёл переписку со многими лицами, жившими в разных странах и знакомыми с положением евреев на местах, и приобрёл весьма ценный материал по еврейскому вопросу. Результатом сбора сведений и собственных исследований стал его весьма обстоятельный труд по библиографии (1885), а также различные очерки о социальном положении евреев в разных странах Европы; серия его статей, посвящённая статистике евреев, обращала на себя внимание богатством данных и оригинальными выводами (важнейшие статьи Джекобса вышли отдельным изданием в 1890 году под заглавием «Studies in Jewish statistics», став практически первым научно-статистическим материалом по еврейскому вопросу). В 1891 году, в связи с митингом в Гилдхолле по поводу преследований евреев в России, он издал публицистическую, но не лишённую и исторического значения книгу, подробно излагающую историю преследований евреев в России, причём в виде приложения к своему труду дал краткий очерк русского законодательства о евреях.
Англо-еврейская историческая выставка 1887 г., почётным секретарём литературно-художественной секции которой состоял Джекобс, побудила его заняться еврейской историей. Когда он вместе с Люсьеном Вольфом приступил к изданию полной библиографии по истории евреев в Англии, то уже настолько владел темой, что мог считаться одним из лучших англо-еврейских историков. Увлёкшись историей евреев вообще, Джекобс отправился в Испанию для ознакомления с архивным материалом по еврейской истории; там в короткое время собрал ценный материал, опубликованный им в 1893 г. под названием «Sources of Spanish-Jewish history».
Лучшим историческим трудом Джекобса считается книга «Jewis of Angevin England» (1893), посвящённая раннему периоду пребывания евреев в Англии до их первого изгнания из страны (1290).
В 1896 году им был издан ряд очерков по истории евреев и по еврейской философии под общим названием «Jewish ideals»; в том же году вышел и первый выпуск его Jewish Year Book.
Как художественный критик, Джекобс поместил в «Аthеnаеum’е» ряд статей о великих английских писателях и в 1894 г. выпустил сборник очерков о Дж. Эллиоте, Стивенсоне, Арнольде и других под заглавием «Literary essays»; его же перу принадлежит большая монография о Теннисоне и т. д. Кроме того, Джекобс издал ряд сочинений английских классиков со вступительными очерками и комментариями; издания эти пользовались в Англии большой известностью и сделали его имя популярным в широких народных массах.

### Поездка в США
В 1896 г. Джекобс отправился в Соединённые Штаты и читал лекции по философии еврейской истории в колледже Граца в Филадельфии, а также в различных учреждениях Чикаго и Нью-Йорка.
В 1898-1899 годах был президентом Еврейского исторического общества Англии, одним из основателей которого был, а также председателем Общества Маккавеев (Knights of the Maccabees). Член исполнительного комитета Аnglо-Jewish Association, он оказал этому обществу большие услуги.

### Нью-Йоркский период
В 1900 г. Джекобс переселился в Нью-Йорк и стал одним из редакторов «Jewish Encyclopedia», поместив в ней ряд больших статей и заметок и подписывая их в большинстве случаев буквой J. В то же время Джекобс состоял деятельным сотрудником «Jewish Chronicle» (Лондон), «Jewish World» (Нью-Йорк), а также одним из редакторов-издателей «Jewish Charity».
Был женат на Georgina Horne, с которой у них было два сына и дочь.

## Издания
- «Bibliotheca Anglo-Judaica: A Bibliographical Guide to Anglo-Jewish History» (совместно с Люсьеном Вольфом; 1888)
- «Earliest English Version of the Fables of Bidpai» (1888)
- «Fables of Aesop» (1889)
- «Studies in Jewish statistics» (1890) — сборник статей.
- «English Fairy Tales» (1890)
- «Celtic Fairy Tales» (1891)
- «Indian Fairy Tales» (1892)
- «Tennyson and „In Memoriam“» (1892)
- «The Jews of Angevin England» (1893) — исторический труд о раннем периоде пребывания евреев в Англии.
- «More English Fairy Tales» (1893)
- «Studies in Biblical Archeology» (1894)
- «An Inquiry into the Sources of the History of the Jews in Spain» (1894)
- «More Celtic Fairy Tales» (1894)
- « As Others Saw Him: A Retrospective A.D. 54» (анонимное изд; 1895, 3 изд. 1903) — исторический роман о жизни Иисуса Христа с еврейской точки зрения[4].
- «Jewish Ideals and other Essays» (1896)
- «The Story of Geographical Discovery» (1898)
- «Europa’s Fairy Book» (1916)
- «Jewish Contributions to Civilization» (книга первая; Филадельфия, 1920; посмертное изд.)